# Мессьє 100
Мессьє 100 (М100, інші позначення — NGC 4321, IRAS12204 +1605, UGC 7450, ZWG 99.30, MCG 3-32-15, VCC 596,KUG 1220 +160, PGC 40153) — галактика з перемичкою (SAB(s)bc) в сузір'ї Волосся Вероніки.

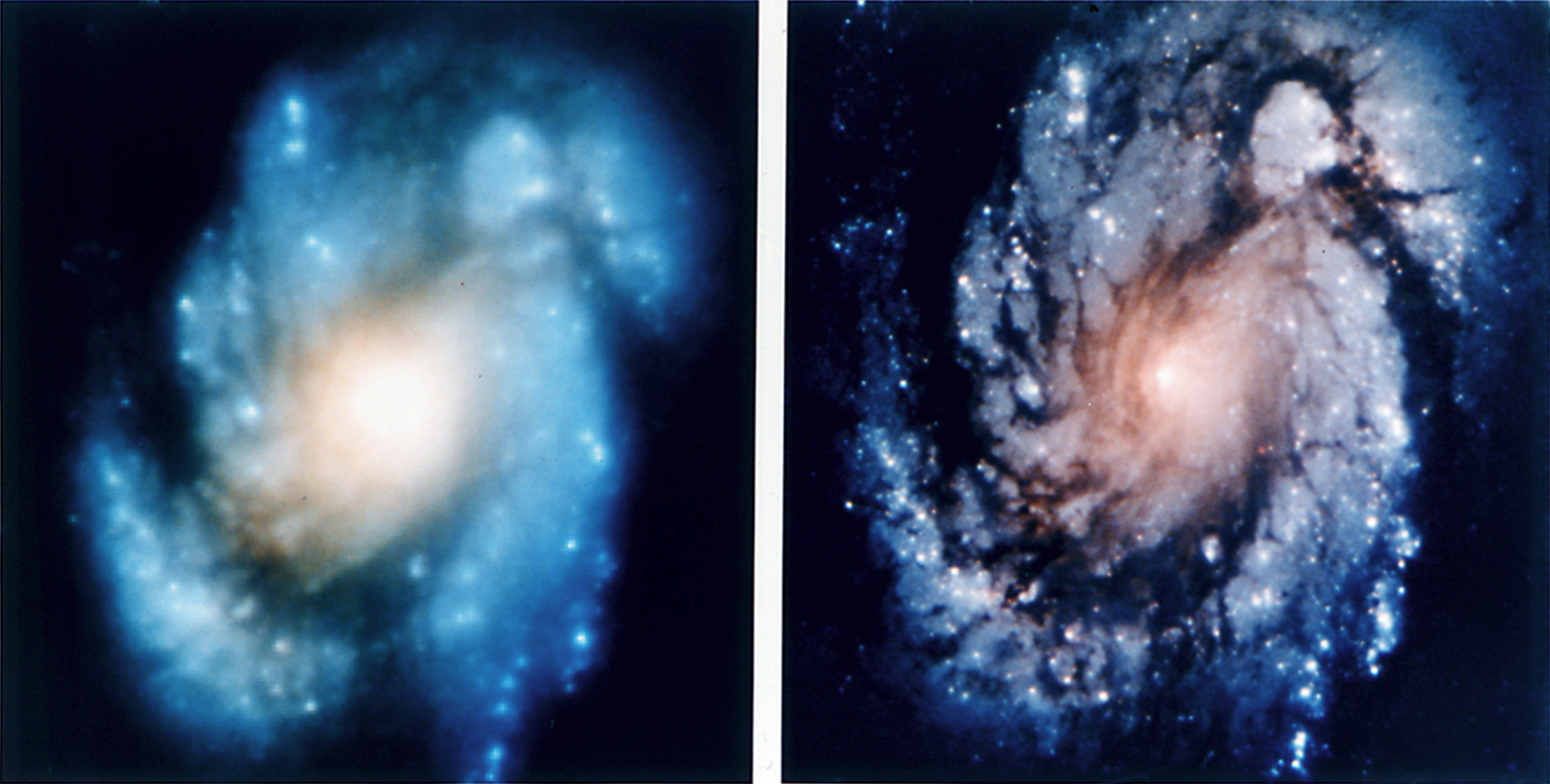
M100 до і після коригування аберації дзеркала телескопа Хаббл.

Цей об'єкт входить у число перерахованих в оригінальній редакції нового загального каталогу.

## Відкриття
Відкривачем цього об'єкта є Мешан П'єр Франсуа Андре, який вперше спостерігав за об'єктом 15 березня 1781.

## Характеристики
Дана галактика входить до скупчення галактик у сузір'ї Діви.
Галактика розташований на відстані 150 мільйонів світлових років від нас. Вона містить більше 100 мільярдів зірок, і за своїм типом нагадує наш Чумацький Шлях. Галактика досить добре вивчена, їй присвячено безліч наукових праць. Астрономами виконана номенклатура 411 об'єктів в системі М100.
Навесні 1994 року телескоп Габбл виробляв пошук цефеїд в галактиці. Було знайдено 20 цефеїд, на той момент М100 була найдальшої галактикою, в якій знайшли цефеїди.
Починаючи з 1901 року, в М100 було зареєстровано п'ять спалахів наднових: SN 1901B, SN 1914A, SN 1959E, SN 1979C і SN 2006X

## Зображення

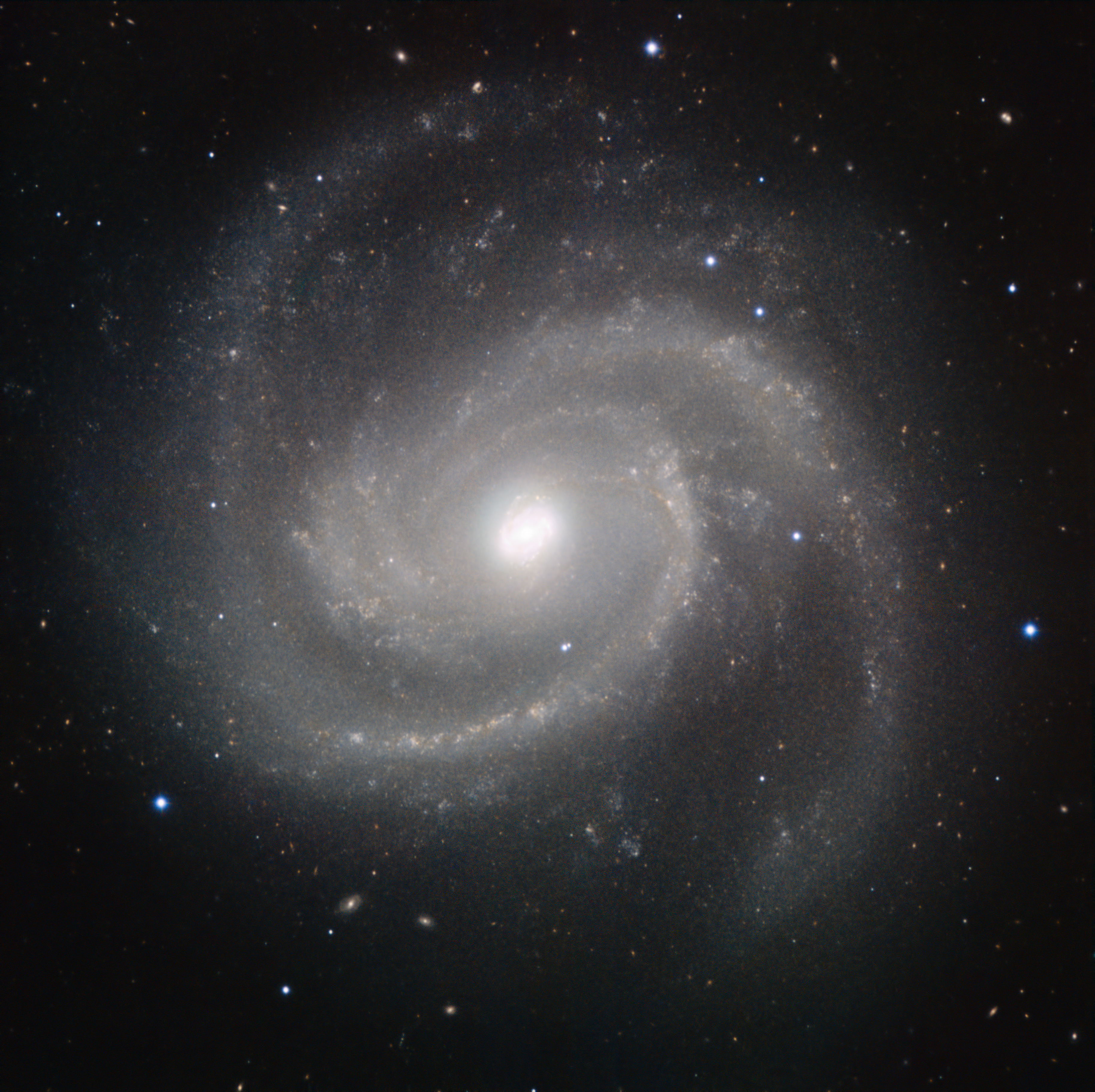
Інфрачервоне зображення з камери HAWK-I Дуже великого телескопа Європейської південної обсерваторії.
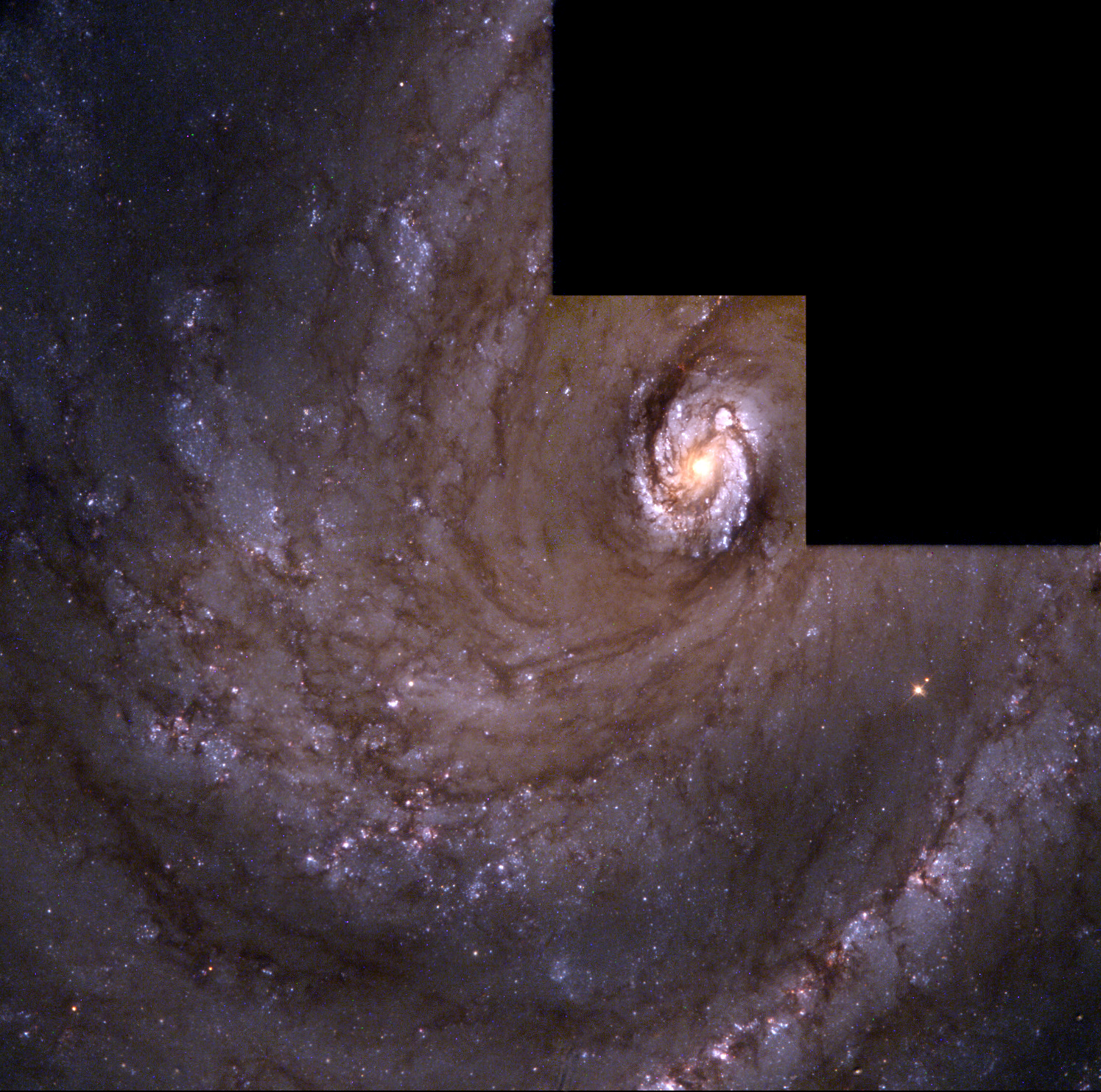
Central region by HST. Credit: NASA
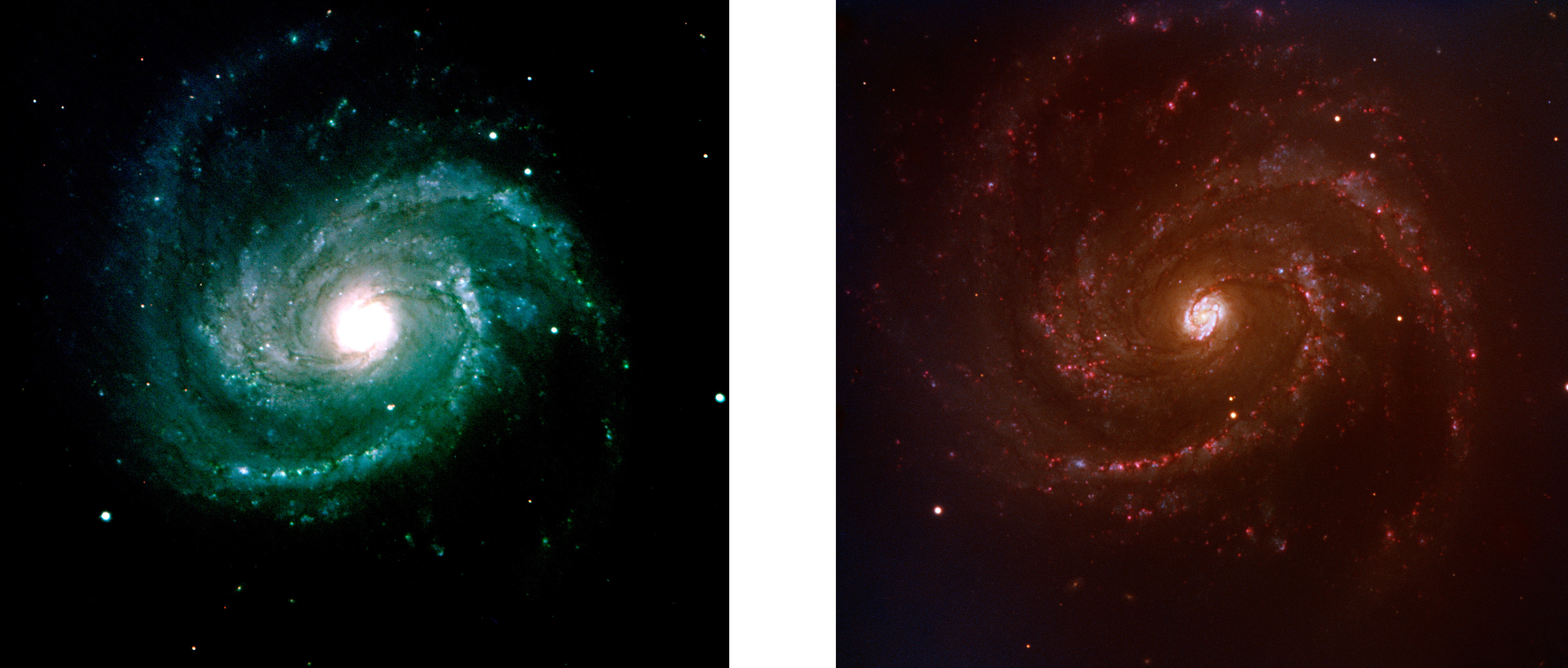
SN 2006X in Messier 100. Credit: ESO
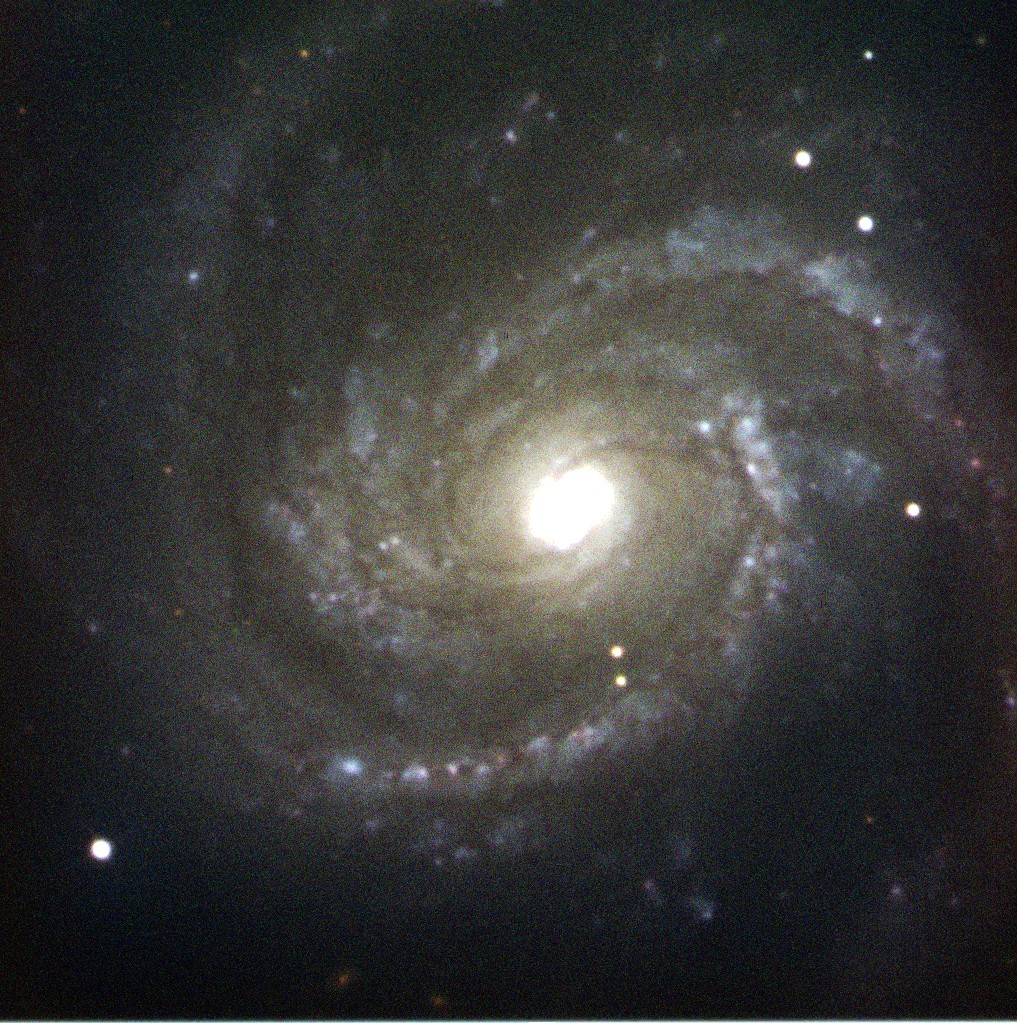
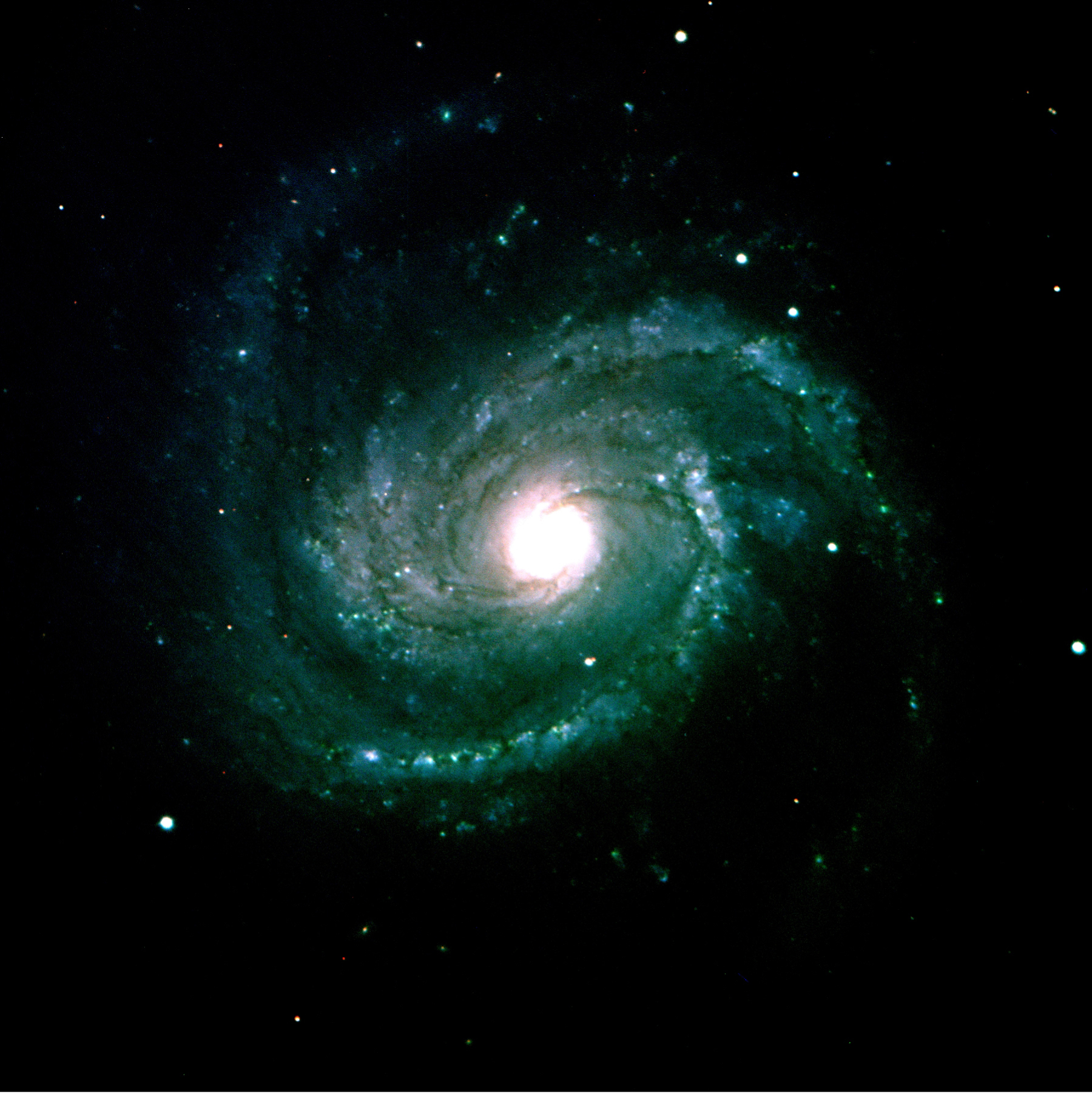
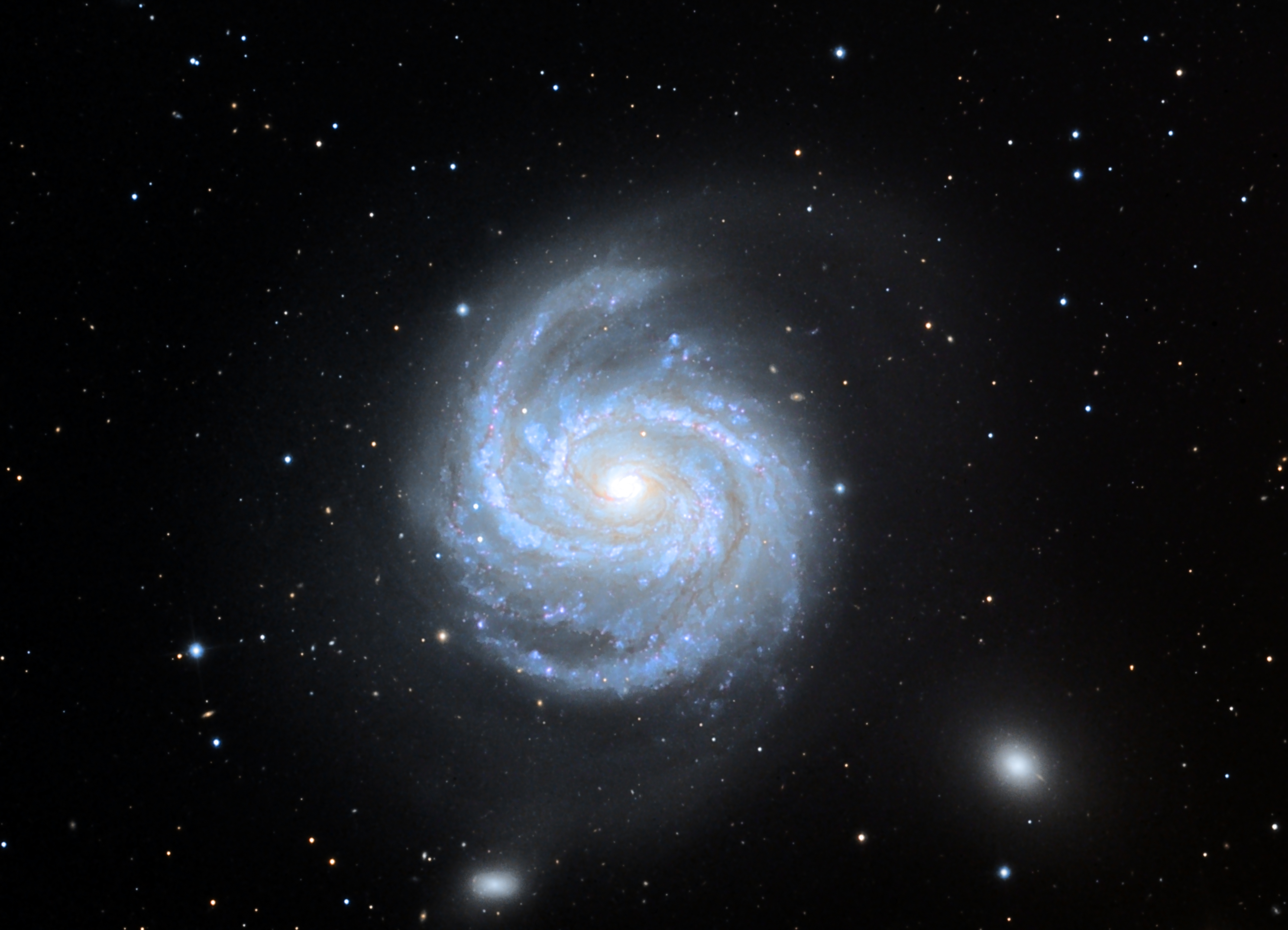
24 inch telescope on Mt. Lemmon, AZ. Image courtesy of Joseph D. Schulman

## Навігатори
| ◄ NGC 4316 \| NGC 4318 \| NGC 4319 \| NGC 4320 \| NGC 4321 \| NGC 4322 \| NGC 4323 \| NGC 4324 \| NGC 4325 ► |

Координати:  12г 22м 54.9с, +15° 49′ 21″